# БЗНС (казионен)
Вижте пояснителната страница за други значения на БЗНС.
Български земеделски народен съюз, условно наречен казионен, се нарича съществуващият през социализма в България земеделски съюз, който участва в управлението на страната в коалиция с БКП в Отечествения фронт от 1945 до 1991 г.

## История

### 1945 – 1956
След Деветосептемврийския преврат през 1944 година са легализирани партиите от взелия властта Отечествен фронт, включително и БЗНС - Пладне, който заема основното име на организацията – Български земеделски народен съюз (БЗНС). През следващите месеци нараства напрежението между БЗНС и Българската работническа партия, с която са в коалиция.
На 8 – 9 май 1945 година прокомунистически дейци на БЗНС, начело с Георги Трайков, провеждат конференция на организацията. Макар дотогавашния водач на съюза Никола Петков да е преизбран за главен секретар, той не участва в конференцията и отказва да признае легитимността ѝ. През следващите месеци разцеплението в организацията се задълбочава. Четиримата министри на БЗНС напускат правителството и са заменени от представители на прокомунистическото крило. През следващите години то става известно като казионен БЗНС за разлика от основната част на съюза, която започва да бъде наричана БЗНС - Никола Петков.
За главен секретар на казионния БЗНС е избран Георги Трайков, а за организационен секретар – Кирил Клисурски. Съюзът премахва името „Пладне“ и продължава участието си в Отечествения фронт. През октомври 1948 г. Върховният съюзен съвет на БЗНС приема решение за превръщането му в партия, подкрепяща политиката на БКП и социализма в България. Съюзът се отказва от съсловната теория на Александър Стамболийски и неговата доктрина за самостоятелна земеделска власт, като се превръща в придатък на БКП без собствена програма и политически цели.
По това време Георги Трайков дори предлага БЗНС да „приеме марксистко-ленинската идеология и след време да се слее с БКП“, но тази идея е отхвърлена от Георги Димитров като „утопична и вредна“, като вместо това той поставя за задача очистването на организацията от „реакционни и антикомунистически елементи“.
Тогава е приет нов устав, съгласно който председателят на партията се нарича секретар на БЗНС, а заместник-председателите на партията се наричат секретари на Постоянното присъствие на БЗНС, най-важен от които е организационният секретар. Така секретарят на БЗНС и секретарите на Постоянното присъствие на БЗНС ръководят дейността на БЗНС съвместно с членовете на Постоянното присъствие на БЗНС, които имат съвещателен глас в приемането на решенията.
Всички те се избират от Управителния съвет на БЗНС, избиран от Конгреса на БЗНС, свикван 1 път на 5 г. Секретарят на БЗНС и секретарите на Постоянното присъствие се числят съгласно държавния протокол към най-висшата номенклатура на НРБ заедно с членовете на Политбюро и секретарите на ЦК на БКП, като секретарят на БЗНС е изравнен с членовете на Политбюро на ЦК на БКП, а секретарите на Постоянното присъствие имат ранг, по-голям с 1 степен от този на министрите. Членовете на ПП на БЗНС имат ранг на заместник-министри. БЗНС влиза и в правителството като Георги Трайков е избран за подпредседател на Министерския съвет и министър на земеделието, а организационният секретар на ПП Кирил Клисурски първо е министър на мините и по-късно е заместник-председател на Президиума на Народното събрание (фактически вицепрезидент), Ради Найденов е министър на правосъдието.
През следващите години около 10 хиляди членове на съюза са изключени, заради подозрения в симпатии към ликвидираната опозиция, а десетки хиляди, включително цели местни организации, доброволно напускат, смятайки че съществуването на БЗНС като марионетка на БКП е безсмислено.
Докато Вълко Червенков е по-сдържан по отношение ролята на БЗНС в управлението, то с издигането на Тодор Живков през 1954 г. за първи секретар на ЦК на БКП нещата се променят и ролята на БЗНС става значителна. БЗНС вече разполага със значителна членска маса сред по-голямата част от селяните в България. Той прави първите си стъпки в международните връзки, установявайки контакти с Полската обединена селска партия и Германската демократична селска партия в ГДР. Във вътрешно-политически план, БЗНС получава нови министерски постове в правителството, като например на министъра на обществените сгради Стоян Тончев.

### 1956 – 1974
През 1958 г. Георги Трайков сменя организационния секретар на ПП на БЗНС Николай Георгиев (на този пост от 1954 г.) и го заменя с по-младия си помощник Петър Танчев, избран същата година за министър на правосъдието. През 1964 г. след смъртта на Димитър Ганев, Георги Трайков поема заемания от Ганев преди това пост на председател на Президиума на Народното събрание, превръщайки се в по този начин във фактически президент на НРБ.
През този период някои видни членове на ликвидирания опозиционен БЗНС, като Вергил Димов, Асен Павлов, Петър Сърбински, Димитър Гичев, Владимир Вампирски, Светла Даскалова, са принудени да декларират лоялност към режима и са приети отново в казионния съюз, а някои от тях получават различни синекурни постове, като по този начин режимът се стреми да деморализира привържениците на опозицията.
На международната сцена започва „отварянето“ на БЗНС към Близкия изток и Кипър и са установени отношения със Съюза на кипърските селяни, партиите БААС в Ирак и Сирия и Истиклял в Мароко. Съюзът е използван като посредник в международните контакти на БКП, с които по различни причини комунистите не желаят да имат преки отношения.
През 1966 г. в новото правителство, БЗНС разширява участието си с избирането на организационния секретар Петър Танчев за заместник-председател на Министерския съвет, а Светла Даскалова става министър на правосъдието. Георги Трайков се утвърждава още веднъж за държавен глава на НРБ, а скоро във вътрешнопартиен план израстват и нови ръководители. През декември 1968 г. синът на Георги Трайков – Хараламби Трайков също влиза в политическия живот, ставайки министър на информацията и съобщенията и член на ПП на БЗНС.
През 1968 г. започва отварянето на БЗНС и към Западна Европа след установяването на връзки и с политически движения във Франция, Западна Германия и Италия. Като домакин, БЗНС е инициатор на националната конференция по селското стопанство заедно с БКП, като и на конференциите за мир между левите, центристките и либералните партии през 1961 и 1966 г.
През 1971 г. след приемането на новата Конституция на НРБ, според която БКП и БЗНС ръководят изграждане на развито социалистическо общество (чл. 1, ал. 3), Тодор Живков е избран за председател на Държавния съвет, Георги Трайков – за председател на Народното събрание. Петър Танчев – вторият човек след Георги Трайков, е избран за първи заместник-председател на Министерския съвет.
32-рият конгрес на БЗНС взима решение за приемане на програмата на БКП като своя програма и подкрепя новите изменения на конституцията за ролята на БЗНС и новите организационни форми на политическо сътрудничество с БКП. Скоро обаче, независимо че Георги Трайков успешно ръководи БЗНС, започва съревнование за лидерския пост в партията, поради преклонната възраст на Трайков. Съревнованията се подкрепят от БКП. Съревновават се 2 души – заместникът на Георги Трайков организационния секретар Петър Танчев и новоиздигнатия за секретар на ПП на БЗНС по международните въпроси Георги Андреев, избран за заместник-председател на Държавния съвет на НРБ, който замествайки така Тодор Живков, печели симпатии сред дейци на БКП. Плъзва слух, че Георги Андреев получава вицепрезидентския пост, тъй като лично Политбюро на ЦК на БКП иска да го „тества“ каква външна политика би провел като вицепрезидент на НРБ, отговарящ за външните отношения и да прецени по този начин годността му за лидер на БЗНС. Петър Танчев се ползва с доверието на Тодор Живков и поверяването на поста първи заместник-председател на Министерския съвет, отговарящ за селското стопанство, го прави сигурен наследник на Георги Трайков на лидерския пост. Георги Трайков не остава безучастен към тези съревнования и взима мерки да балансира положението, като помага на Янко Марков – министър на горите, да бъде избран за секретар на ПП на БЗНС през 1973 г.
Но обстановката бързо се променя. През същата година в автомобилна катастрофа загива министър Хараламби Трайков – синът на Георги Трайков, а Георги Андреев е освободен като заместник-председател на Държавния съвет и става министър на информацията и съобщенията на мястото на загиналия. Георги Трайков преживява жестоко смъртта на сина си. Той вече е първи заместник-председател на Държавния съвет на НРБ след промяна в Народното събрание. Той се разболява от перитонит и умира в София през януари 1975 г. Няколко дни преди това през декември 1974 г. смяната в БЗНС е направена, като Петър Танчев е избран за секретар на БЗНС и първи заместник-председател на Държавния съвет на НРБ, но е принуден да приеме в течение на 2 г. Георги Андреев, избран на същото заседание за организационен секретар на Постоянното присъствие на БЗНС, като освен това за секретар на ПП на БЗНС по международните въпроси е избран Ангел Димитров.

### 1974 – 1989
Петър Танчев решава да ръководи БЗНС дипломатично. Така той оставя съперникът му Георги Андреев да му бъде пръв заместник 2 г. Потвърждава избора на Янко Марков и за секретар на ПП на БЗНС и за министър на горите. През тези 2 г. Петър Танчев се отнася с уважение към останалите ръководители.
Постепенно обаче той изолира хората, които са оценени като неудобни. Като първи такъв е нарочен Георги Андреев, който през юни 1976 г. при избиране на новото правителство не е включен в него, а вместо това на поста министър на съобщенията е избран Пандо Ванчев. На 33-тия конгрес през 1976 г. статуквото окончателно се утвърждава с избирането на Алекси Иванов за организационен секретар на ПП на БЗНС и преизбирането на Петър Танчев за лидер на БЗНС. Петър Танчев издига и Милена Стамболийска – внучката на Александър Стамболийски, за член на ПП на БЗНС и (от 1981 г.) за заместник-председател на Народното събрание на НРБ, като се сватосва с нея.
През следващите години БЗНС се утвърждава все повече, особено след проведената среща на Тодор Живков с Постоянното присъствие на БЗНС в гр. Правец през 1977 г. Малко преди това, видният биолог акад. Радой Попиванов е избран за министър на народното здраве и така БЗНС получава още 1 министерско място. Макар запазен като секретар на ПП на БЗНС по селското стопанство, Георги Андреев става секретар на Националния съвет на Отечествения фронт, но през 1979 г. е освободен от поста секретар на ПП и такъв става Димитър Кармуков, като през следващата 1980 г. Андреев е изпратен за посланик на НРБ в Норвегия и Исландия, за да остане там до 1989 г. Оттук нататък в БЗНС ръководят Петър Танчев, Алекси Иванов и Ангел Димитров, а Янко Марков и Николай Георгиев са други двама ръководители. През май 1981 г. е проведен 34-тият конгрес на БЗНС.
В международен план е важно установяването на контакти с Християндемократическата партия в Италия и заслугите на БЗНС в осъществяването на освобождаването на българина Сергей Антонов от италианския затвор.
През 1986 г. БЗНС получава правото на разширено участие в правителството, като през март 1986 г. организационният секретар на ПП на БЗНС Алекси Иванов е избран за министър на земеделието и горите, а 9 месеца по-късно той вече е и заместник-председател на Министерския съвет на НРБ.
През периода до 1989 г. БЗНС създава добра политика особено в областта на селското стопанство, като е увеличен средният годишен добив на пшеница (достигнал през 1988 г. 490 хил. тона в сравнение с 350 хил. тона през 1985 г.), а така също и с промените в Закона за обработваемата земя и пасищата през 1987 и 1988 г. и с повишаване на ролята на Закона за самозадоволяване с хранителни продукти.
В международен план са установени контакти с редица политически партии в Западна Европа и в целия свят. БЗНС поддържа връзки със 130 партии в целия свят към 1989 г. Участва във форум за мир в Хелзинки през 1986 г., а по линия на междуправителствените комисии представителите на БЗНС в правителството увеличават авторитета на НРБ в държави като Мароко, Лаос, Кампучия, Монголия, Северна Корея и Кипър. Освен това, България сътрудничи добре и с Организацията за прехрана и земеделие при ООН ФАО и БЗНС установява официални контакти с нея.
През май 1986 г. се провежда 35-ият конгрес на БЗНС, където е взето решение за участието на БЗНС в преустройството в България. В духа на политиката на преустройство, водена от БКП и БЗНС, е проведеното през февруари 1988 г. съвместно заседание на Политбюро на ЦК на БКП и Министерския съвет на НРБ и съвместното заседание на Политбюро на ЦК на БКП и Постоянното присъствие на БЗНС, където между двете партии се оформят икономическите параметри на преустройството на 31 март 1989 г.

### 1989 – 1991
През ноември 1989 г. Тодор Живков е свален. Постоянното присъствие на БЗНС е принудено да приеме привидна декларация че подкрепя Петър Младенов, но скоро дейци на самото ръководство настояват Петър Танчев и организационния секретар на Постоянното присъствие на БЗНС Алекси Иванов да си подадат оставката. Преговори за нов лидер на БЗНС се водят спорадично. БКП подкрепя кандидатурата на Светла Даскалова, но тя се протака и не се състои. Секретаря на БЗНС Петър Танчев и секретаря на Постоянното присъствие на БЗНС по организационните въпроси Алекси Иванов се противопоставят както на промени, така и на новото ръководство на БКП в лицето на Петър Младенов и Андрей Луканов. На съвместна среща с Петър Младенов и Андрей Луканов Петър Танчев и Алекси Иванов на 18 ноември 1989 година заявяват, че Тодор Живков за тях е легитимния пръв ръководител на НРБ, Алекси Иванов открито заявява на Младенов и Луканов че „Извършеното на 10 ноември не е израз на настроенията на българския народ и представлява форма на държавен преврат срещу законния ръководител другарят Тодор Живков и БЗНС няма да участва в това начинание“. При това положение, този факт дава сигнал на Секретаря на постоянното присъствие на БЗНС отговарящ за международните въпроси Ангел Димитров, подкрепящ политиката на Петър Младенов и Андрей Луканов да организира промяната в ръководството на БЗНС, договорена на тайна среща с Петър Младенов на вилата на Димитров. Така на 2 декември 1989 г. старото ръководство в лицето на Петър Танчев, Алекси Иванов и Пандо Ванчев както и члена на ПП на БЗНС Радой Попиванов е свалено като в решението дипломатично е написано, че подава оставка и за секретар на БЗНС е избран Ангел Димитров, а на 22 декември същата година са избрани: Виктор Вълков за организационен секретар на Постоянното присъствие на БЗНС, който отговаря и по международните въпроси, и Светла Даскалова за секретар на Постоянното присъствие на БЗНС по селското стопанство. На 14 декември 1989 г. Ангел Димитров е избран за първи заместник-председател на Държавния съвет.
През 1990 г. БЗНС взима участие в Кръглата маса, но въпреки това се отказва от участие в новото правителство на Андрей Луканов през февруари 1990 г. Така 50-годишната коалиция БКП и БЗНС отива в историята.
На 36 извънреден конгрес през март 1990 г. Ангел Димитров и Светла Даскалова, както и останалата част от ръководството, подават оставки. За председател на БЗНС (така се нарича вече длъжността на лидера) е избран Виктор Вълков, а за организационен секретар на ПП – Костадин Янчев. И двамата са избрани за народни представители във Великото народно събрание през юни 1990 г.
Нароилите се десни партии с име БЗНС правят сериозна конкуренция на БЗНС и се обявяват против него. Кандидатурата на Виктор Вълков за президент на България е бламирана през 1990 г. През декември същата година в правителството на Димитър Попов, Виктор Вълков е избран за заместник-председател на Министерския съвет и министър на външните работи.
През 1991 г. след много консултации, Виктор Вълков и Костадин Янчев успяват да накарат Ценко Барев от десния БЗНС „Никола Петков“ (въпреки несъгласието на Анастасия Мозер) да се споразумеят за обединение. Обединението на БЗНС и част от БЗНС „Никола Петков“ е осъществено на обединителния конгрес през юли 1991 г. като новата партия се нарича БЗНС – единен и е правоприемник на БЗНС, като за председател е избран Ценко Барев, а организационен секретар на ПП на БЗНС е Виктор Вълков.
На парламентарните избори за XXXVI народно събрание през 1991 г. БЗНС – единен не взима нужните гласове и не влиза в Народното събрание, което прокарва закон за отнемане на имущество на тоталитарните организациии БКП, БЗНС и ОФ и сградата на БЗНС е одържавена, както и всички резиденции на БЗНС.
През октомври 1992 г. на възстановителния конгрес, БЗНС – единен се влива в БЗНС на Анастасия Мозер и новата организация обявява, че е приемник на БЗНС – 1934 г. и на БЗНС „Никола Петков“, като се отказва от приемственост с БЗНС (казионен), който по този начин отива в историята.

## Участия в избори

### Парламентарни
| година | избори                  | гласове   | %    | резултат  |
| ------ | ----------------------- | --------- | ---- | --------- |
| 1945   | Народно събрание        | –         | –    | 94 / 276  |
| 1946   | Велико Народно събрание | 564 581   | 13,4 | 68 / 465  |
| 1949*  | Народно събрание        | 4 588 996 | 99,9 | 241 / 241 |
| 1953*  | Народно събрание        | 4 981 594 | 99,8 | 249 / 249 |
| 1957*  | Народно събрание        | 5 204 027 | 99,9 | 247 / 247 |
| 1962*  | Народно събрание        | 5 461 224 | 99,9 | 321 / 321 |
| 1966*  | Народно събрание        | 5 744 072 | 99,9 | 414 / 414 |
| 1971*  | Народно събрание        | 6 154 082 | 99,9 | 100 / 400 |
| 1976*  | Народно събрание        | 6 369 762 | 99,9 | 100 / 400 |
| 1981*  | Народно събрание        | 6 519 674 | 99,9 | 99 / 400  |
| 1986*  | Народно събрание        | 6 639 562 | 99,9 | 99 / 400  |
| 1990   | Велико Народно събрание | 368 929   | 6,0  | 16 / 400  |

- От 1949 г. до 1986 г. е част от коалицията „Отечествен фронт“.

## Дейци на БЗНС (казионен) 1945 – 1990
- Георги Трайков (1898 – 1975) – Секретар на БЗНС (1947 – 1974), Председател на Президиума на Народното събрание (1964 – 1971), Първи зам. председател на Държавния съвет (1971 – 1974), Народен представител
- Петър Танчев (1920 – 1992) – Секретар на БЗНС (декември 1974 – декември 1989), Първи зам. председател на Държавния съвет (декември 1974 – декември 1989), Народен представител
- Алекси Иванов (1922 – 1997) – Секретар на Постоянното присъствие на БЗНС (декември 1976 – декември 1989), министър на земеделието и горите (март 1986 – декември 1988), Зам. председател на Министерския съвет (1986 – 1987), Народен представител
- Ангел Димитров (1927 – 2005) – Секретар на Постоянното присъствие на БЗНС (декември 1974-декември 1989), Секретар на БЗНС (декември 1989 – март 1990), Първи зам. председател на Държавния съвет (декември 1989 – април 1990), Народен представител
- Николай Иванов (политик) (популярен като Николай Георгиев) (1906 – 1987) – Секретар на Постоянното присъствие на БЗНС (януари 1948 – юни 1987), Зам. председател на Президиума на Народното събрание (1954 – 1964), Народен представител (1947 – 1987)
- Янко Марков (1909 – 1999) – Секретар на Постоянното присъствие на БЗНС (1973 – декември 1989), министър на горите и горската промишленост (юли 1971 – март 1986), Член на Държавния съвет (юни 1986 – април 1990), Народен представител
- Стоян Тончев (1909 – 1989) – Секретар на Постоянното присъствие на БЗНС (1969 – 1974), министър на информацията и съобщенията (1966 – 1968), Народен представител
- Георги Андреев (1929 – 2011) – Секретар на Постоянното присъствие на БЗНС (януари 1971 – април 1979), Зам. председател на Държавния съвет (юли 1971 – юли 1973), министър на информацията и съобщенията (юли 1973 – юни 1976), Посланик на НРБ в Норвегия и Исландия (1980 – 1989), Народен представител
- Димитър Карамуков (1921 – 1984) – Секретар на Постоянното присъствие на БЗНС (1979 – 1984), Народен представител
- Пандо Ванчев (1919 – 1993) – Секретар на Постоянното присъствие на БЗНС (май 1986 – декември 1989), министър на съобщенията (юни 1976 – март 1986), Народен представител
- Кирил Клисурски (1905 – 1992) – Секретар на Постоянното присъствие на БЗНС (1947 – 1954), Зам. председател на Президиума на Народното събрание (1950 – 1953), министър на мините и подземните богатства (1953 – 1954), Народен представител
- Михаил Геновски (1906 – 1996) – Член на Постоянното присъствие на БЗНС (1945 – 1948), министър на земеделието (1945 – 1946), Народен представител
- Светла Даскалова (1921 – 2008) – Член на Постоянното присъствие на БЗНС (март 1966 – декември 1989), Секретар на Постоянното присъствие на БЗНС (декември 1989 – март 1990), министър на правосъдието (март 1966 – февруари 1990), Народен представител
- Акад. Радой Попиванов (1913 – 2010) – Член на Постоянното присъствие на БЗНС (1979 – декември 1989), министър на народното здраве (юли 1977 – август 1987) и министър на народното здраве и социалните грижи (август 1987 – декември 1988), Народен представител
- Милена Стамболийска (1930 – 2016) – Член на Постоянното присъствие на БЗНС (1977 – март 1990), Зам. председател на Народното събрание (юни 1981 – април 1990), Народен представител
- Минчо Пейчев (1936) – Член на Постоянното присъствие на БЗНС (декември 1989 – март 1990), министър на народното здраве и социалните грижи (декември 1988 – февруари 1990), Народен представител
- Виктор Вълков (1936 – 2022) – Член на Постоянното присъсътвие на БЗНС (май 1986 – декември 1989), Секретар на Постоянното присъствие на БЗНС (декември 1989 – март 1990), Председател на БЗНС (март 1990 – юни 1991), Зам. председател на Министерския съвет и министър на външните работи (декември 1990 – ноември 1991), Народен представител
- Костадин Янчев (1947) – Член на Постоянното присъствие на БЗНС (май 1986 – март 1990), Председател на Областния народен съвет – Бургас (септември 1987 – март 1990), Секретар на Постоянното присътвие на БЗНС (март 1990 – юни 1991), Народен представител
- Георги Менов (1933 – 2012) – Член на Постоянното присъствие на БЗНС (1986 – 1990), министър на земеделието и горите (декември 1988 – февруари 1990), Народен представител, Народен представител
- Любен Стефанов (1929 – 1996) – Председател на Контролно ревизионната комисия на БЗНС (май 1986 – март 1990), Народен представител
- Иван Калудов (1918 – 1990) – Член на Постоянното присъствие на БЗНС (ноември 1971 – май 1986), Председател на Окръжното ръководство на БЗНС – Варна (1963 – 1987), Народен представител
- Тодор Божинов (БЗНС) (1918 – 1996) – Председател на Окръжното и общинското ръководствто на БЗНС – Враца (май 1971 – декември 1989), Народен представител (1971 – 1990)
- Дончо Каракачанов (1937) – Председател на Окръжното ръководство на БЗНС – Русе (април 1986 – август 1987), Председател на Областното ръководство на БЗНС – Разград (август 1987 – март 1990), Народен представител (1986 – 1990), (1990) и (1994 – 1997), Зам. председател на БЗНС „Александър Стамболийски“ (1994 – 1997)
- Петър Цветков (1926 – 2013) – Завеждащ отдел „Селско стопанство“ на ПП на БЗНС (1980 – 1990), Председател на Окръжното ръководство на БЗНС – Плевен (1971 – 1980), Народен представител (1966 – 1990)
- Димитър Михалев (1937 – 2007) – Председател на Окръжното и общинското ръководство на БЗНС – Силистра (1985 – 1990), Народен представител (1986 – 1990)
- Кънчо Милтиядев (1925 – 1990) – Председател на Окръжното ръководство на БЗНС – Толбухин (Добрич) (1967 – 1986), Народен представител (1971 – 1986)
- Иван Влаев (1939) – Председател на Окръжното и общинското ръководство на БЗНС – Толбухин (Добрич) (1986 – 1989), зам. председател на Областното ръководство на БЗНС – Варна (1989 – 1990)
- Коста Манолов – Председател на Областното ръководство на БЗНС – Варна (1989 – 1990)
- Емилия Костова (1945) – Председател на Окръжното ръководство на БЗНС – Благоевград (1985 – 1990), Член на Държавния съвет (юни 1986 – април 1990), Народен представител
- Светослав Шиваров (1944) – Председател на Общинското ръководство на БЗНС – Созопол (1985 – 1989), Завеждащ отдел „финансово административен“ на ПП на БЗНС (1989 – 1990), Член на Постоянното присъствие на БЗНС (1989 – 1991), Председател на БЗНС „Александър Стамболийски“ (1993 – 2005), Зам. министър-председател (януари 1995 – февруари 1997) и министър на земеделието и хранителната промишленост (януари – юни 1996)
- Васил Чичибаба (1934 – 2013) – Член на Управителния съвет на БЗНС (1981 – 1991), зам. председател (1987 – 1990) и председател на Селскостопанската академия (1990 – 1992), Член на постоянното присъствие на БЗНС „Александър Стамболийски“ (1993 – 1997) и министър на земеделието и хранителната промишленост (януари 1995 – януари 1996)
- Васил Пасев (1931) – Председател на Окръжното ръководство на БЗНС – Хасково и Председател на Окръжния народен съвет (1976 – 1987), Народен представител (1976 – 1990)